# Западная Банка
Западная Банка (индон. Bangka Barat) — один округов острова Банка, в провинции Банка-Белитунг, Индонезия. Административный центр — Мунток. Население — 187 453 чел. (2011).

## География

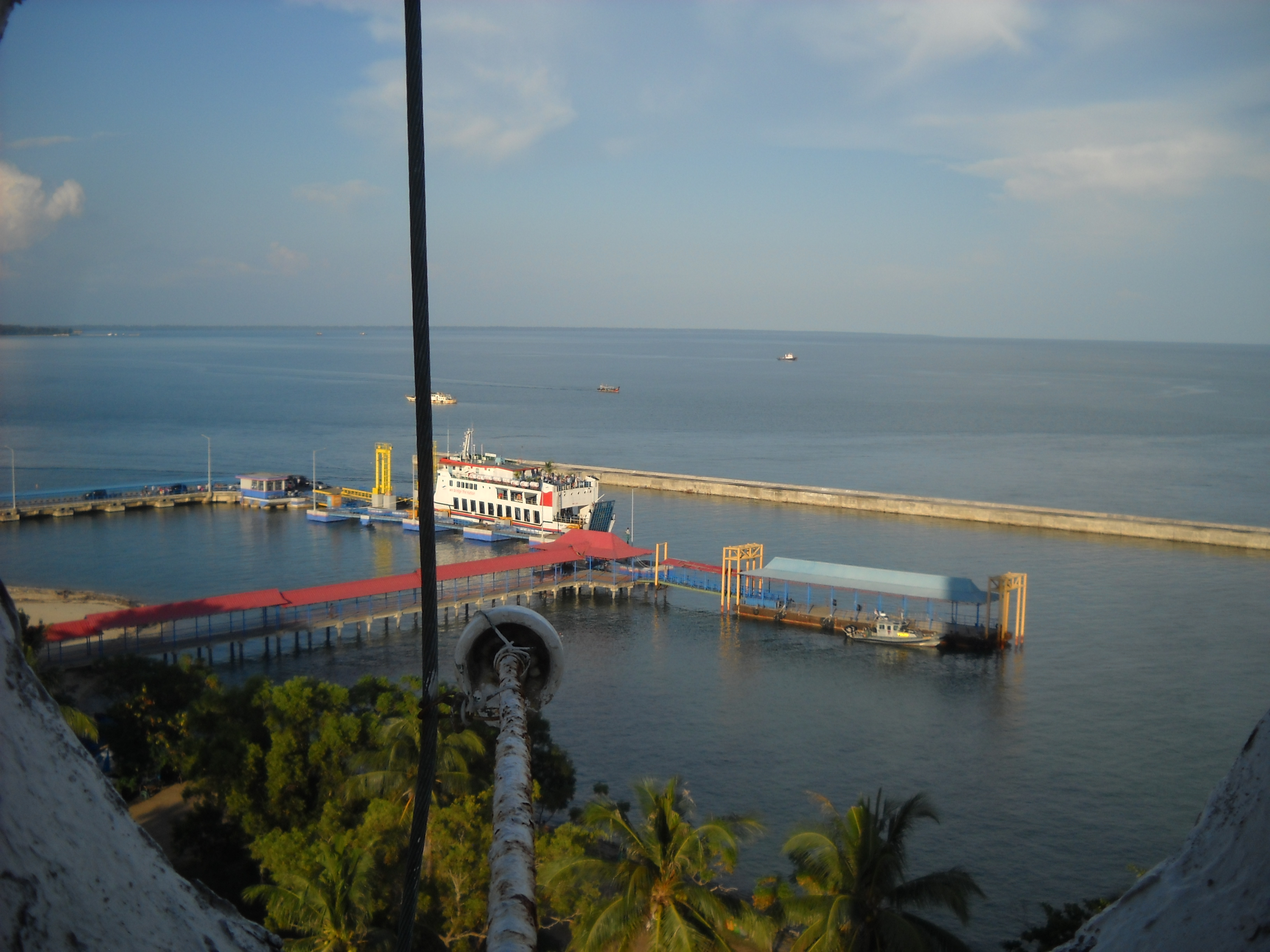
Пристань в Мунтоке.

Округ занимает северо-западную оконечность острова Банка. На севере округ омывается водами Южно-Китайского моря, на западе и юге — пролива Банка. На юго-востоке и востоке граничит с округом Банка.
Общая площадь, занимаемая округом — 3065,79 км². 

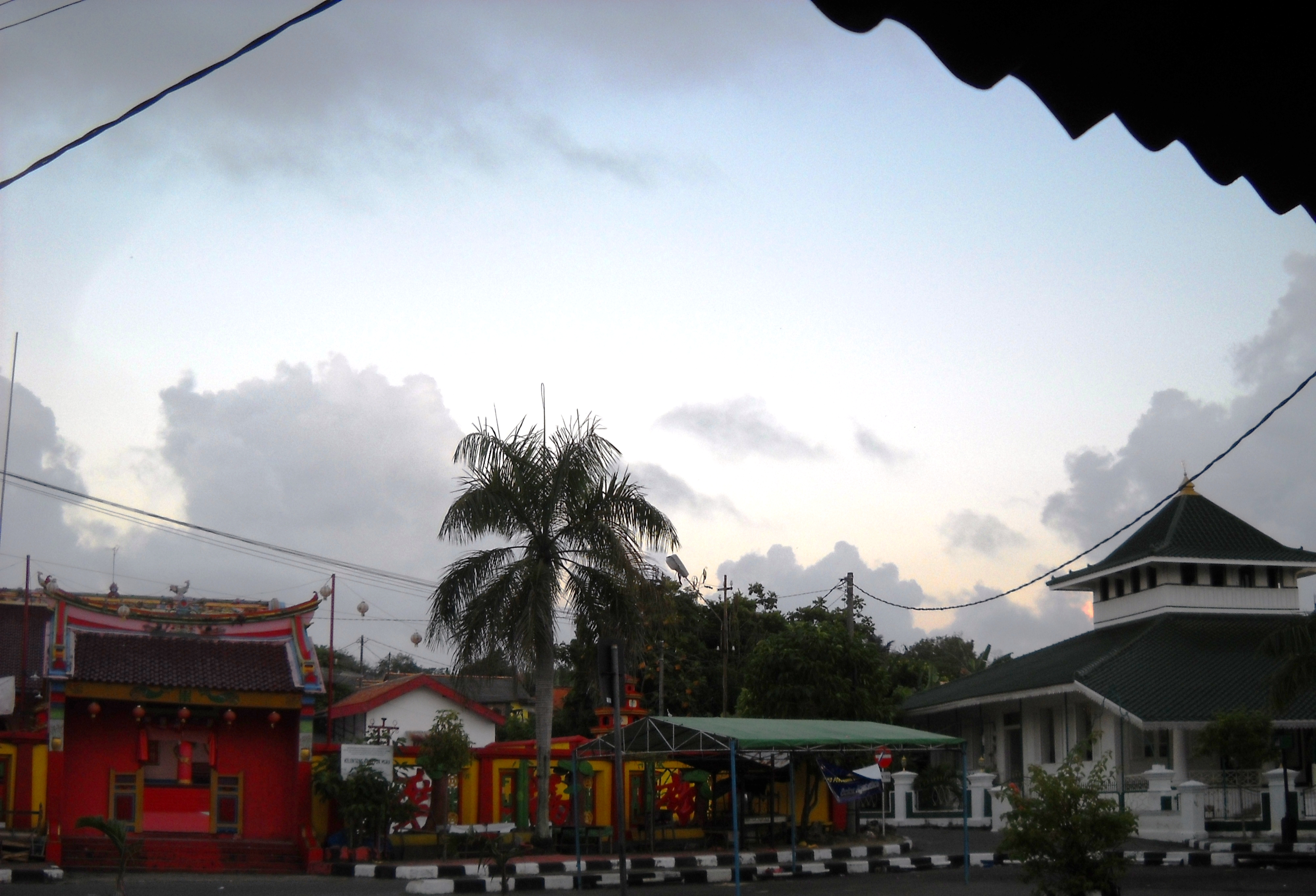
Китайская пагода и мечеть в Мунтоке.

Климат в Западной Банке — тропический, влажный. Количество осадков по месяцам колеблется, составляя в среднем 370,3 мм. Среднемесячная температура в течение года изменяется в диапазоне от 25,7 до 29 °C.

## Административное деление
В административном плане округ делится на 5 муниципалитетов:
| Округ         | Площадь, км² | Процент |
| ------------- | ------------ | ------- |
| Джебус        | 730,11       | 23,82   |
| Келапа        | 601,17       | 19,61   |
| Мунток        | 469          | 15,30   |
| Симпантеретип | 626,47       | 20,43   |
| Темпилан      | 398,86       | 13,01   |

## Население
Общая численность населения округа в ноябре 2011 года составляла 187 453 человека.
Религиозный состав выглядит следующим образом:
| Конфессия     | Доля, % |
| ------------- | ------- |
| Ислам         | 90,61   |
| Буддизм       | 5,56    |
| Конфуцианство | 1,67    |
| Христианство  | 1,56    |
| Индуизм       | 0,03    |

## Экономика
Основу экономики округа составляют горнодобывающая промышленность (олово), сельское хозяйство (плантационное земледелие), рыболовство, морская торговля.